# Verdachung

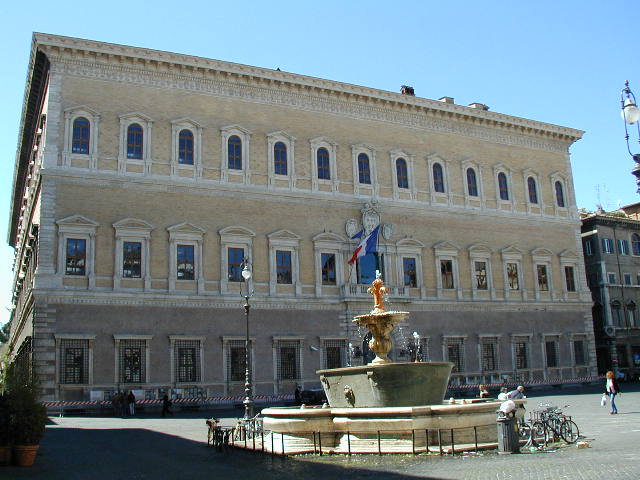
Palazzo Farnese in Rom mit Fensterverdachungen. Gesimse im Erdgeschoss und Giebel in den Obergeschossen

Eine Verdachung ist ein vorspringendes Bauglied über einer Tür oder einem Fenster, in der Form eines Gesimses oder eines Giebels. Eine Verdachung kann sowohl dachartig-schützend sein als auch ornamental-verzierend, im Sinne einer Bekrönung.
Der Fachbegriff aus Architektur- und Kunstgeschichte findet sich häufig in Zusammensetzungen wie Portalverdachung, Türverdachung oder Fensterverdachung.
Verdachungen als Ziergiebel können alle Formen aufgreifen, die auch bei Gebäudegiebeln verwendet werden (beispielsweise Dreiecksgiebel, Segmentgiebel, Gesprengter Giebel, Volutengiebel). In der Renaissance und im Barock wurden Fensterverdachungen zu einem wichtigen Motiv der Fassadengestaltung und nahmen immer reichere Formen an.